# Billboard Hot 100

Logotipo atual da Billboard Hot 100

A Billboard Hot 100 é a tabela musical padrão da indústria musical nos Estados Unidos para canções, publicada semanalmente pela revista Billboard. As classificações nos gráficos são baseadas em vendas (físicas e digitais), execuções de rádio (airplay) e streaming online nos Estados Unidos.
O período de rastreamento semanal para vendas era inicialmente de segunda a domingo, quando a Nielsen começou a monitorar as vendas em 1991, mas foi alterado para sexta a quinta em julho de 2015. Este período de rastreamento também se aplica à compilação de dados de streaming online. O airplay de rádio, que, ao contrário dos números de vendas e streaming, estão prontamente disponível em tempo real, é monitorado em um ciclo de segunda a domingo (anteriormente de quarta a terça). Um novo gráfico é compilado e lançado oficialmente ao público pela Billboard às terças-feiras, mas pós-datado para o sábado seguinte.
A primeira canção número um da Billboard Hot 100 foi "Poor Little Fool" de Ricky Nelson, em 4 de agosto de 1958. Na edição da semana que terminou em 15 de maio de 2021, a Billboard Hot 100 teve 1 179 diferentes entradas no número um. A atual canção número um na Hot 100 é "Golden", pelo artista Huntr/x.

## História
O que hoje é conhecido como o Hot 100 já existia há quase 15 anos como gráficos numerosos, rastreando e classificando os singles mais populares do dia em várias áreas. Durante os anos 1940 e 1950, singles populares foram classificados em três gráficos significativos:
- Mais Vendidos em Lojas — ranking dos singles mais vendidos em lojas de varejo, como relatado pelos comerciantes pesquisados em todo o país (20 a 50 posições);
- Mais ouvidos em Jockeys — ranking das músicas mais tocadas nas rádios dos Estados Unidos, conforme relatado por DJs de rádio e estações de rádio (20 a 25 posições);
- Mais executados Em Jukeboxes — as músicas mais tocadas nas jukeboxes nos Estados Unidos (20 posições). Este foi um dos principais mercados a medir a popularidade música com a nova geração de ouvintes de música, como muitas estações de rádio resistiram adicionar Rock n Roll aos seus playlists por muitos anos.

Apesar de oficialmente todos os três rankings tinham "peso" iguais em termos de sua importância, muitos historiadores da indústria musical referem-se ao Mais Vendidos nas Lojas o gráfico referente ao desempenho de uma música antes da criação do Hot 100. Billboard eventualmente criou um quarto gráfico de popularidade de singles que combinada todos os aspectos do desempenho em um único (vendas, airplay e atividade jukebox), com base em um sistema de pontos que, normalmente, deu as vendas (compras) mais peso do que nas rádios. Na semana que terminou em 12 de novembro de 1955, a Billboard publicou o Top 100 pela primeira vez. Mais Vendidos em lojas, Mais ouvidos em Jockeys e Mais Executados em Jukeboxes continuaram a ser publicados em simultâneo com o novo Top 100 chart.
Em 17 de junho de 1957, Billboard descontinuou o Mais Executados em Jukeboxes, como a popularidade de jukeboxes diminuiu e estações de rádio incorporaram mais e mais música rock em seus playlists. A semana que terminou em 28 de julho de 1958 foi a publicação final dos gráficos Mais ouvido pem Jockeys e Top 100, ambos os quais tinham a versão instrumental Perez Prado de "Patricia" o topo.
Em 4 de agosto de 1958, Billboard estreou uma parada de singles principais todos os gêneros: o Hot 100. Embora semelhante ao Top 100, o primeiro Hot 100 chart redefiniu o status "semanas no chart" de todas as músicas para "1". O Hot 100 tornou-se rapidamente o padrão da indústria e a Billboard interrompeu o Mais Vendidos nas Lojas em 13 de outubro de 1958.
A Billboard Hot 100 ainda é o padrão pelo qual a popularidade de uma canção é medida nos Estados Unidos. O Hot 100 é classificado por impressões de audiência nas rádios medidas pela Nielsen BDS, dados de vendas compiladas pela Nielsen Soundscan (tanto no varejo quanto digital). e atividade de streaming fornecidas por fontes de música online.
Existem vários componentes gráficos que contribuem para o cálculo global da Hot 100. As mais significativas são mostradas abaixo.
- Hot 100 Airplay — Composto pelos formatos Adulto Contemporâneo, R&B, hip-hop, country, rock, gospel, Latin e Cristão, digitalmente monitorados 24 horas por dia, sete dias por semana. Gráficos são classificados por número de impressões de audiência bruta, calculada por referência cruzada dos horários exatos de execução nas rádios com dados da Arbitron;
- Hot 100 Singles Sales — Os singles mais vendidos compilados a partir de uma amostra nacional de lojas de varejo, comerciante em massa e vendas pela internet dados coletados, compilados e fornecidos pela Nielsen SoundScan;
- Hot Digital Songs — As vendas digitais são rastreadas por Nielsen SoundScan e são incluídas como parte dos pontos de vendas de um título;[5]
- On-Demand Songs — Uma colaboração entre a Billboard, Nielsen SoundScan e a National Association of Recording Merchandisers que mede cada solicitação on-demand de número ilimitado de músicas em canais de rádio-ouvintes monitorados.

## Recordes de artistas

### Artistas que ocuparam simultaneamente o primeiro e segundo lugares
Elvis PresleyDe 20 de outubro de 1956 a 3 de Novembro de 1956
1. "Hound Dog"/"Don't Be Cruel"
2. "Love Me Tender" (paradas "Best Sellers in Stores" e "Most Played by Jockeys")

The BeatlesDe 22 de fevereiro de 1964 a 25 de Abril de 1964, sendo que em 4 de Abril de 1964 havia:
1. "Can't Buy Me Love"
2. "Twist and Shout"
3. "She Loves You"
4. "I Want to Hold Your Hand"
5. "Please Please Me"

The Bee GeesDe 18 de março de 1978 a 15 de Abril de 1978
1. "Night Fever"
2. "Stayin' Alive"

AshantiDe 20 de abril de 2002 a 18 de Maio de 2002
1. "Foolish"
2. "What's Luv? (Fat Joe com Ashanti)

NellyDe 10 de agosto de 2002 a 31 de agosto de 2002
1. "Hot in Herre"
2. "Dilemma" (Nelly com Kelly Rowland) (troca de posições em 17 de agosto de 2002)[15]

OutKastDe 20 de dezembro de 2003 a 7 de fevereiro de 2004
1. "Hey Ya!"
2. "The Way You Move"

50 CentEm 16 de abril de 2005
1. "Candy Shop" (50 Cent com Olivia)
2. "Hate It or Love It" (The Game com 50 Cent)

Mariah CareyEm 10 de Setembro de 2005
1. "We Belong Together"
2. "Shake It Off"

Akon
Em 2 de dezembro de 2006
1. "I Wanna Love You" (Akon com Snoop Dogg)
2. "Smack That" (Akon com Eminem)

Em 14 de Abril de 2007
1. "Don't Matter"
2. "The Sweet Escape" (Gwen Stefani com Akon)

T.I.
Em 4 de outubro de 2008
1. "Live Your Life" (T.I. com Rihanna)
2. "Whatever You Like" (inversão de posições em 18 de outubro de 2008)

Em 18 de Outubro de 2008
1. "Whatever You Like"
2. "Live Your Life" (T.I. com Rihanna) (inversão de posições em 15 de novembro de 2008)[24]

The Black Eyed Peas
Em 27 de junho de 2009
1. "Boom Boom Pow"
2. "I Gotta Feeling" (inversão de posições em 11 de julho de 2009)[26]

Pharrell Williams
Em 29 de junho de 2013
1. "Blurred Lines" (Robin Thicke com T.I. e Pharrell Williams)
2. "Get Lucky" (Daft Punk com Pharrell Williams)

Iggy Azalea
Em 7 de junho de 2014
1. "Fancy" (Iggy Azalea com Charli XCX)
2. "Problem" (Iggy Azalea com Ariana Grande)

The Weeknd
Em 26 de setembro de 2015
1. "Can't Feel My Face"
2. "The Hills" (inversão de posições em 3 de outubro de 2015)[30]

Justin Bieber
Em 30 de janeiro de 2016
1. "Sorry
2. "Love Yourself" (inversão de posições em 6 de fevereiro de 2016)[32]

Drake
Em 21 de abril de 2018
1. "Nice For What"
2. "God's Plan"

Em 14 de julho de 2018
1. "Nice For What
2. "Nonstop"

Ariana Grande
Em 23 de fevereiro de 2019
1. "7 Rings"
2. "Break Up with Your Girlfriend, I'm Bored"
3. "Thank U, Next"

DaBaby
Em 11 de julho de 2020
1. "Rockstar" (DaBaby com Roddy Ricch)
2. "Whats Poppin" (Jack Harlow com DaBaby, Tory Lanez e Lil Wayne)

BTS
Em 17 de outubro de 2020
1. "Savage Love (Laxed – Siren Beat)" (Jawsh 685 e Jason Derulo, com remix de BTS)
2. "Dynamite"

### Artistas que alcançaram primeiro lugar póstumo
- Otis Redding (falecido em 10 de Dezembro de 1967) — "(Sittin' On) the Dock of the Bay" (16 de Março de 1968)[38]
- Janis Joplin (falecida em 4 de Outubro de 1970) — "Me and Bobby McGee" (20 de Março de 1971)[39]
- Jim Croce (falecido em 20 de Setembro de 1973) — "Time in a Bottle" (29 de Dezembro de 1973)[40]
- John Lennon (falecido em 8 de Dezembro de 1980) — "(Just Like) Starting Over" (27 de Dezembro de 1980)[41]
- The Notorious B.I.G. (falecido em 9 de Março de 1997) — "Hypnotize" (3 de Maio de 1997) e "Mo Money Mo Problems" (30 de Agosto de 1997) (único artista com 2 canções)[42][43]
- Soulja Slim (falecido em 26 de Novembro de 2003) — "Slow Motion" (Juvenile com Soulja Slim) (7 de Agosto de 2004)[44]
- Static Major (falecido em 25 de Fevereiro de 2008) — "Lollipop" (Lil Wayne com Static Major) (3 de Maio de 2008)[45]
- XXXTentacion (falecido em 18 de Junho de 2018) — "Sad!" (25 de junho de 2018)[46]

## Outros recordes
- O cantor mais velho a ter uma canção em primeiro lugar no Hot 100 é Louis Armstrong, aos 64 anos.[47] Entre as cantoras, a recordista é Cher, com 52 anos.[48]
- Marjorie "Nonna" Grande é a artista mais velha a aparecer no Hot 100, aos 98 anos, com a canção "Ordinary Things", em parceria com Ariana Grande.[49]
- O cantor mais novo a ter uma canção em primeiro lugar no Hot 100 é Stevie Wonder, que, com apenas 13 anos de idade, atingiu o topo com a canção "Fingertips-Pt.2" (1963).
- Ariana Grande é a única artista da história a debutar todos os seus lead singles direto no top 10 da parada: "The Way" #10, "Problem" #3, "Dangerous Woman" #10, "No Tears Left to Cry" #3, "Thank U, Next" #1, "Positions" #1 e "Yes, and?" #1.[50]
- Ariana Grande é a única artista da história a debutar 7 singles diretamente no 1º lugar da parada: "Thank U, Next", "7 Rings", "Stuck with U", "Rain on Me", "Positions", "Yes, and?" e "We Can't be Friends (Wait for Your Love".
- O recorde de maior intervalo de tempo entre hits #1 de um mesmo artista pertence à Mariah Carey, com 29 anos entre o lançamento do seu primeiro e do seu mais recente single no topo da parada, entre 1990 e 2019.[51]
- O maior tempo de uma canção no gráfico é de "Blinding Lights" (2019) de The Weeknd, com 88 semanas.[52]
- O maior salto de posições na parada foi de "ME!" por Taylor Swift, com um pulo de 98 posições indo de 100a ao 2ª lugar no gráfico de 11 de Maio de 2019.
- A canção mais longa a atingir o topo da parada é "All Too Well (10 Minute Version) (Taylor's Version) (From The Vault)" de Taylor Swift. A música de 10:13 minutos figurou na primeira posição do gráfico na atualização do dia 22 de novembro de 2021.
- A maior queda da primeira posição é de “All I Want For Christmas Is You” (Mariah Carey) - que caiu da primeira posição diretamente para fora da lista em 6 de dezembro de 2019.[53]
- O recorde de álbum com mais canções em primeiro lugar é dividido entre Bad de Michael Jackson ("I Just Can't Stop Loving You", "Bad", "The Way You Make Me Feel", "Man in the Mirror" e "Dirty Diana") e Teenage Dream de Katy Perry ("California Gurls", "Teenage Dream", "Firework", "E.T.", "Last Friday Night (T.G.I.F.)"); ambos com cinco singles no topo da tabela musical. Katy Perry também alcançou o primeiro lugar com a canção "Part of Me", entretanto a Billboard contou o single como pertencente ao álbum Teenage Dream: The Complete Confection, relançamento de Teenage Dream.[54]
- Os produtores com mais canções que ficaram em primeiro lugar são George Martin e Max Martin, com 23 canções produzidas por cada um.
- O recorde de maior número de canções em primeiro lugar para um compositor é de Paul McCartney, com 32 composições. Curiosamente, o segundo lugar é de John Lennon, também ex-membro do The Beatles, com 26 músicas compostas por ele.
- Bruno Mars é o cantor masculino com mais singles número n° 1 na década de 2010, um total de sete "Nothin' On You", "Just The Way You Are", "Grenade", "Locked Out of Heaven", "When I Was Your Man", "Uptown Funk" e "That's What I Like". Entre as mulheres o recorde é de Rihanna, com um total de 9, sendo "Rude Boy", "Love the Way You Lie" com Eminem, "What's My Name?" com Drake, "Only Girl (In the World)", "S&M (Remix)" com Britney Spears, "We Found Love" com Calvin Harris, "Diamonds", "The Monster" com Eminem e "Work" com Drake.
- "Closer", da dupla The Chainsmokers em parceria com a cantora Halsey, é a canção que mais tempo permaneceu no Top 5 da Hot 100, com 27 semanas.[55][56][57][58]
- Taylor Swift é a única artista da história a ocupar todo o top 10 da parada em uma semana com "Anti-Hero" #1, "Lavender Haze" #2, "Maroon" #3, "Snow On The Beach" #4, "Midnight Rain" #5, "Bejeweled" #6, "Question...?" #7, "You're On Your Own, Kid", #8, "Karma" #9 e "Vigilante Shit" #10.[59]
- A canção com maior tempo de presença no Hot 100 antes de subir ao topo foi "All I Want For Christmas Is You", da cantora Mariah Carey, sendo 34 semanas no total antes de se tornar #1.[60]
- O recorde de maior permanência dentro da parada pertence a Beyoncé e Madonna, ao todo cada uma tem 24 anos na parada.[61][62]
- Christina Aguilera e Fergie são as únicas artistas femininas a possuírem 3 singles do seu álbum de estreia em primeiro lugar. São eles: "Genie in a Bottle", "What a Girl Wants" e "Come on Over Baby (All I Want Is You)" de Christina Aguilera e "London Bridge", "Glamorous" e "Big Girls Don't Cry" de Fergie.[63]
- RuPaul (primeira) e Pabllo Vittar (segunda) foram as únicas drag queens a entrarem na parada.[64]